# Liza parsia
Liza parsia är en fiskart som först beskrevs av Hamilton 1822.  Liza parsia ingår i släktet Liza och familjen multfiskar. Inga underarter finns listade i Catalogue of Life.